# Rodrigo Chagas
Pour les articles homonymes, voir Chagas.
Rodrigo Sebastián Chagas Díaz, plus simplement connu sous le nom de Rodrigo Chagas, né le 20 août 2003 à Artigas, est un footballeur uruguayen qui joue au poste d'arrière droit au Club Nacional.

## Biographie

### Carrière en club
Né à Artigas en Uruguay, Rodrigo Sebastián Chagas Díaz est formé au Club Progreso de Artigas avant d'être recruté par le Club Nacional en 2019, où il commence sa carrière professionnelle. Il joue son premier match avec l'équipe première du club le 22 septembre 2022,.

### Carrière en sélection
En septembre 2022, Rodrigo Sebastián Chagas Díaz est convoqué pour la première fois avec l'équipe d'Uruguay des moins de 20 ans pour les Jeux sud-américains.
En décembre 2022, il est encore présent avec les moins de 20 ans, pour les matchs amicaux contre le Pérou.
Le 3 janvier 2023, il est appelé par Marcelo Broli pour le Championnat d'Amérique du Sud des moins de 20 ans qui commence à la fin du mois,. Lors de la compétition, il s'illustre par un but de l'extérieur de la surface qui permet d'arracher l'égalisation face à l'Équateur.
L'Uruguay termine deuxième du championnat, ne cédant sa première place au Brésil que lors de la dernière journée, à la faveur d'une défaite contre ces derniers,,.

## Palmarès
Uruguay -20 ans
- Championnat d'Amérique du Sud
  - Vice-champion en 2023